# إمرسون خوسيه ريس بوكاردو
إمرسون خوسيه ريس بوكاردو (21 مارس 1978 في البرازيل – )؛ هو لاعب كرة قدم سابق كان يلعب كلاعب وسط.